# Elaphoglossum orbignyanum
Elaphoglossum orbignyanum är en träjonväxtart som först beskrevs av Fée, och fick sitt nu gällande namn av Moore. Elaphoglossum orbignyanum ingår i släktet Elaphoglossum och familjen Dryopteridaceae. Utöver nominatformen finns också underarten E. o. tectiforme.